# Emmanuel Leconte
Emmanuel Leconte (* 11. října 1982, Paříž, Francie) je francouzský herec, známý především svojí rolí krále Františka I. v historickém seriálu Tudorovci. Jeho otce je francouzský režisér a producent Daniel Leconte.

## Další filmy
- Monsieur Max (2007)
- La Ravisseuse (2005)
- À tout de suite (2004)